# Spomenik Rudolfu Maistru, Kamnik
Spomenik Rudolfu Maistru je javni spomenik, ki stoji na Trgu talcev v samem središču mesta Kamnik. Celopostavni kip, prvi na slovenskem, ki je posvečen pesniku in generalu Rudolfu Maistru, je leta 1970 izdelal akademski kipar Anton Sigulin. 
Rudolf Maister–Vojanov se je rodil leta 1874 v Kamniku, kip je postavljen v zahvalo za njegove zasluge v boju za severno mejo 1918/19.